# 科科莫 (密西西比州)
科科莫（英語：Kokomo）是位於美國密西西比州馬里昂縣的普查規定居民點。

## 人口
根據2020年美國人口普查的數據，科科莫的面積為4.35平方千米，當中陸地面積為4.34平方千米，而水域面積為0.01平方千米。當地共有人口150人，而人口密度為每平方千米34.48人。